# Лакандонский язык
Лакандонский язык — язык лакандонцев, проживающих на юго-востоке мексиканского штата Чьяпас. Принадлежит к юкатек-лакандонской группе майяской языковой семьи. По данным 2020 года имеется около 770 носителей. Часть этнических лакандонцев перешла на испанский, цоцильский и чольский языки.
Не является тональным, порядок слов — SVO, слова главным образом короткие. Сами лакандонцы называют свой язык Jach t’aan или Hach t’an.
Алфавит на латинской основе: a, ʌ, b, ch, chʼ, e, i, j, k, kʼ, m, n, o, p, pʼ, r, s, t, tʼ, ts, tsʼ, u, v, w, x, y, ʼ.

## Примеры лексики
- hun — один
- ka' — два
- ox — три
- läh — четыре
- hum — пять
- winik — мужчина
- ch’up или ch’upulal — женщина
- pek' — собака
- mis — кошка